# Янсен, Иоганн
Иога́нн Я́нсен (нем. Johannes Janssen; 10 апреля 1829, Ксантен — 24 декабря 1891, Франкфурт-на-Майне) — немецкий историк, католический священник.
Самый читаемый историк Германской империи около 1900 года.

## Биография

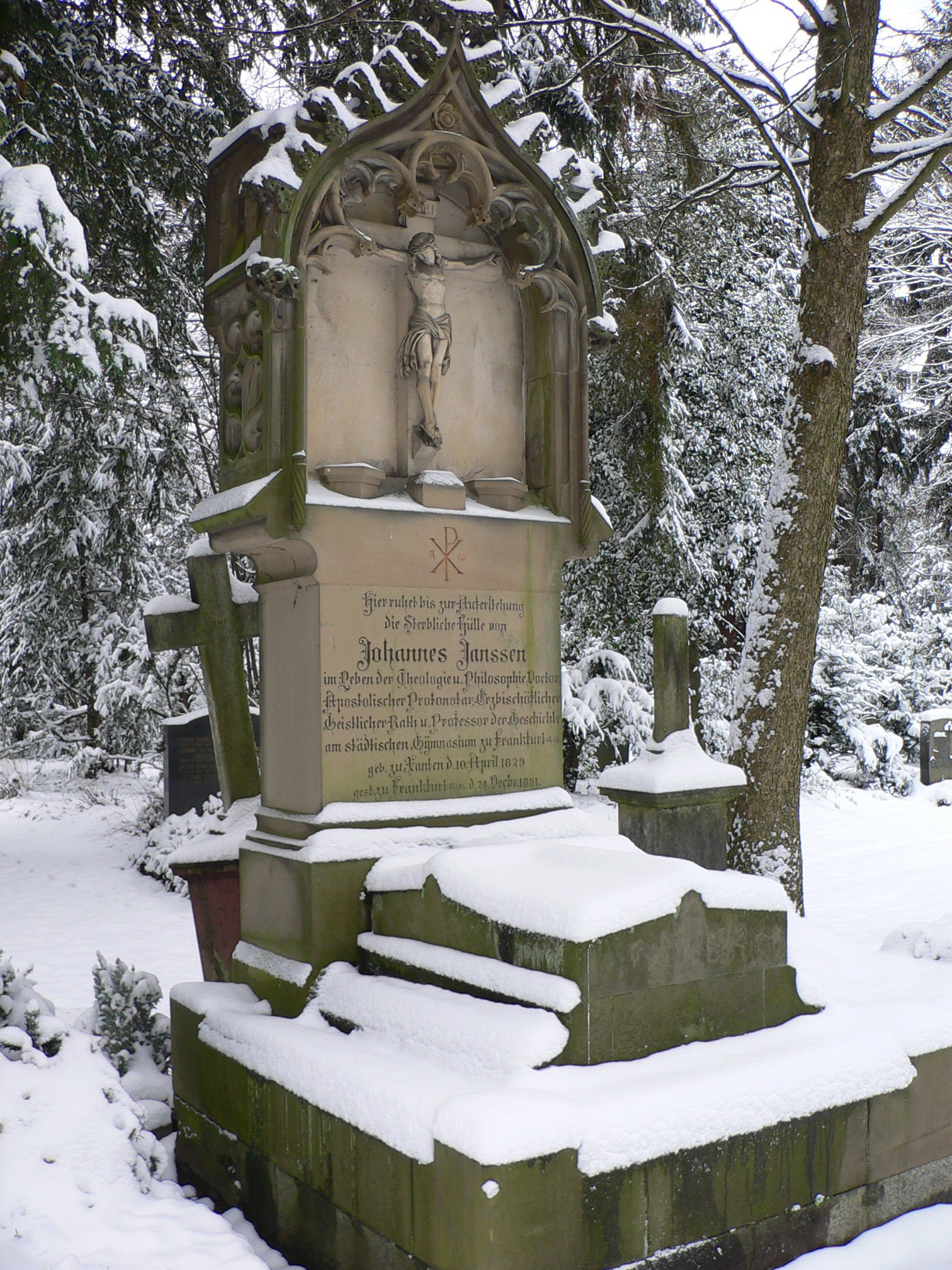
Могила Янсена на Главном кладбище Франкфурта-на-Майне

После окончания школы в Ксантене Янсен обучался в университетах Мюнстера, Лёвена, Бонна и Берлина, впоследствии стал учителем истории во Франкфурте-на-Майне.
В 1860 году посвящён в сан священника, в 1875 году стал депутатом ландтага Пруссии, в 1880 году — личным прелатом римского папы Льва XIII.
Янсен был сторонником ультрамонтанства.

## Сочинения
Главный труд «История немецкого народа с конца средневековья» (нем. Die Geschichte deutschen Volkes seit dem Ausgang des Mittelalters, 8 тт., 1876—1894, Фрайбург) описывает период с середины XV века до начала Тридцатилетней войны 1618—1648 годов. В данной работе выступил с критикой Реформации, пытался доказать, что лютеранство ответственно за революционные движения XVI—XVII веков в Германии. Взгляды Янсены вызвали критику со стороны Августа Эбрарда, Макса Ленца, Германна Баумгартена, в ответ на которую Янсен написал «An meine Kritiker» (1882, Фрайбург) и «Ein zweites Wort an meine Kritiker» (1883, Мюнхен).
«История» Янсена неоднократно переиздавалась, была продолжена и улучшена Людвигом Пастором, бо́льшая часть была переведена на английский язык М. А. Митчеллом и А. М. Кристи (1896, Лондон).
Из других работ важнейшие:
- «Frankfurts Reichskorrespondenz, 1376—1519» (1863—1872, Фрайбург),
- «Schiller als Historiker» (1863, Фрайбург),
- «Böhmers Leben, Brieie und kleinere Schriften» (1868, Лейпциг),
- «Zeit- und Lebensbilder» (1875, Фрайбург).